# Luca Koleosho
Luca Warrick Daeovie Koleosho (nascut el 15 de setembre de 2004) és un futbolista professional que juga com a extrem al Burnley. Nascut als Estats Units, ha acceptat convocatòries per a la selecció canadenca.

## Primers anys
Koleosho va començar a jugar a futbol amb el seu club de futbol local Trumbull United a l'edat de 7 anys. Després, va jugar als Manhattan Kickers dels 7 als 11 anys. Després de dos viatges a Espanya amb els Kickers, els seus pares van decidir ajudar-lo a desenvolupar-se a Espanya. L'any 2016 es va incorporar al juvenil de Reus Deportiu, abans de passar al planter de l'Espanyol el 2020. Treballant en els seus equips juvenils, va signar el seu primer contracte professional amb l'Espanyol el 2 de juny de 2021, mantenint-lo al club durant 3 temporades més. El 2022 va ajudar l'Espanyol sub-19 a arribar a la final de la Copa del Rei Juvenil, on va ser derrotat pel Reial Madrid.

## Carrera de club
Va debutar a nivell sènior amb l'Espanyol B a la quarta categoria Segona Divisió RFEF durant la temporada 2021-22. Va tenir la seva primera titularitat el 8 d'octubre de 2022 i va marcar el seu primer gol contra el RCD Mallorca B.
Va debutar amb el primer equip amb l'Espanyol en un empat a la Lliga 0-0 amb el Granada el 22 de maig de 2022, entrant com a substitut tardà al minut 90. Koleosho va marcar el seu primer gol amb el primer equip en l'últim partit de l'Espanyol de la temporada 2022-23 de la Lliga contra la UD Almería, aconseguint el tercer gol pel seu club en un empat a 3, el 4 de juny de 2023.

### Burnley
El 25 de juliol de 2023, Koleosho va fitxar pel Burnley FC de la Premier League per un traspàs de 2,6 milions de lliures, més 860.000 lliures en complements, i va signar un contracte de quatre anys amb el club. Va debutar amb els Clarets l'11 d'agost, com a titular en una derrota per 3-0 contra el Manchester City a la Premier League 2023–24. El 2 de desembre va marcar el seu primer gol a la Premier League en una victòria per 5-0 contra el Sheffield United.

## Carrera internacional
Koleosho és elegible per representar els Estats Units, Canadà, Nigèria i Itàlia, ja que va néixer i es va criar als Estats Units d'un pare nigerià i una mare italocanadenca.

### Estats Units
L'agost de 2019, Koleosho va jugar amb l'equip sub-15 dels Estats Units, fent quatre aparicions. L'abril de 2022, Koleosho va ser convocat a un campus d'entrenament sub-20 als Estats Units a Carson, Califòrnia. Després de la seva convocatòria a l'equip sènior del Canadà el juny de 2022, Koleosho va confirmar que no havia tancat la porta a representar els Estats Units.

### Canadà
Koleosho va ser convocat a la selecció sènior del Canadà per a un amistós i dos partits de la Lliga de Nacions de la CONCACAF el juny de 2022. Va marxar del camp després de la cancel·lació de l'amistós amb l'Iran i la posterior cancel·lació de l'amistós de substitució contra Panamà. El setembre de 2022, Koleosho va ser convocat de nou amb el Canadà abans dels amistosos contra Qatar i l'Uruguai.